# Мінські угоди

Мапа розмежування на Донбасі за Мінськими угодами

Мі́нські уго́ди (домо́вленості) — усталений узагальнювальний термін на позначення трьох спільних документів сторін — учасників врегулювання ситуації на Донбасі в Нормандському форматі:
1. Мінський протокол («Перша Мінська угода») — угода про тимчасове перемир'я у Війні на сході України, досягнута на переговорах у Мінську 5 вересня 2014. Укладений учасниками Тристоронньої контактної групи: послом Гайді Тальявіні (від ОБСЄ), другим Президентом України Леонідом Кучмою (від України), послом Російської Федерації в Україні Михайлом Зурабовим (від Росії). Крім того, під Протоколом стоять підписи Олександра Захарченка (очільник проросійської маріонеткової псевдореспубліки «ДНР») та Ігоря Плотницького (очільник проросійської маріонеткової псевдореспубліки «ЛНР»)[2].
2. Меморандум про виконання положень Протоколу за результатами консультацій Тристоронньої контактної групи стосовно кроків, спрямованих на імплементацію Мирного плану Президента України Петра Порошенка та ініціатив Президента Росії Володимира Путіна — підписаний учасниками контактної групи в Мінську 19 вересня 2014, в якому домовлено про припинення вогню, зупинку військ на поточній лінії зіткнення, встановлення 30-кілометрової зони безпеки, відведення важкого озброєння[3][4].
3. Комплекс заходів щодо виконання Мінського протоколу — узгоджений на саміті в Мінську 11—12 лютого 2015 лідерами Німеччини, Франції, України та Росії у форматі «нормандської четвірки», і підписаний контактною групою (Тальявіні, Кучма, Зурабов, а також Захарченко і Плотницький). Так звана «Друга Мінська угода». Зустріч тривала 17 годин, в результаті якої було підписано Декларацію на підтримку Комплексу заходів з виконання мінських угод, також визначено кроки з імплементації угод[5].

Резолюцією Ради безпеки ООН 2202 (2015) від 17 лютого 2015 були схвалені Комплекс заходів та «Декларація Президента РФ, Президента України, Президента Франції та Канцлера Німеччини на підтримку Комплексу заходів щодо виконання Мінських угод, прийнятого 12 лютого 2015 року», виключно під якою стоять підписи лідерів держав.
З офіційної точки зору, не існує різних «Мінських угод». Є лише Протокол (який містить низку домовленостей) і Комплекс заходів щодо їх виконання.
Мінські домовленості є політичними, а не юридично обов'язковими документами, адже вони не ратифіковані Верховною Радою України як міжнародно-правові договори.
21 лютого 2022 президент Російської Федерації Володимир Путін підписав укази про визнання Російською Федерацією «незалежності» «ДНР» та «ЛНР». 

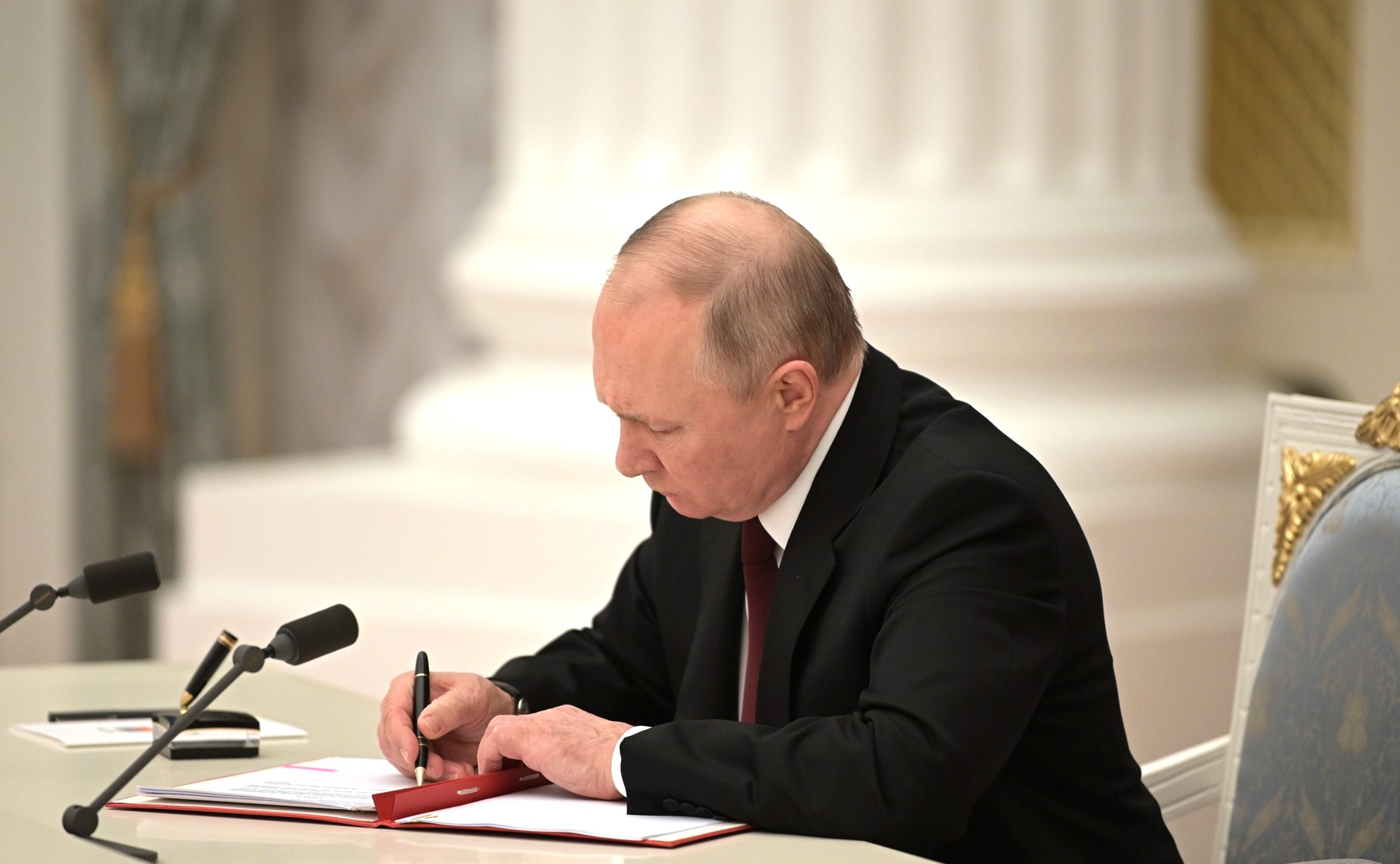
Володимир Путін підписує укази про визнання РФ псевдореспублік

У заяві президентів України та Естонії від 22 лютого з цього приводу зазначено, що визнання Росією т. зв. «Д/ЛНР» підтверджує її свідомий односторонній вихід з Мінських домовленостей. У тому ж ключі висловилися Верховна Рада, низка іноземних держав включно з Росією.

## Роль Мінських угод

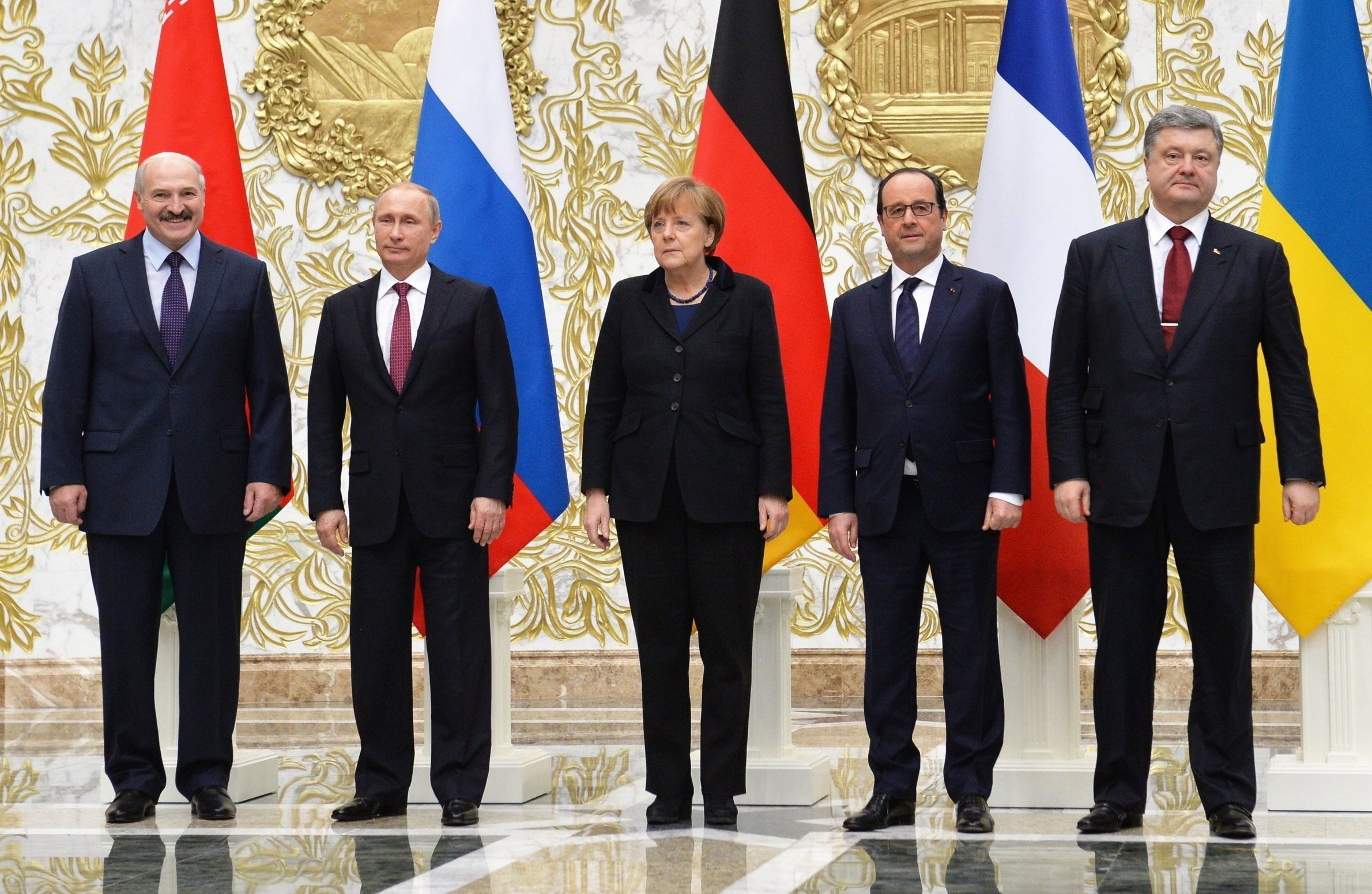
Переговори у Мінську 2015 року

7 грудня 2022 року колишня канцлерка ФРН Ангела Меркель в інтервʼю німецькому виданню Die Zeit заявила, що мінські угоди мали відволікти Російську Федерацію та дати Україні можливість зберегти свою державність. Вона наголосила, що у 2015 році Росія була в змозі захопити усю Україну, й висловила сумнів, що країни НАТО встигли б надати якусь допомогу Києву. Навівши як приклад бої за Дебальцеве у 2015 році, підкреслила:
Мінські угоди 2014 року були спробою дати час Україні. Вона також використала цей час, щоб стати сильнішою, як ви можете бачити сьогодні [ред. 2022 рік]. Україна 2014-15 - це не Україна сьогодні.

## Публікації
- Лукичов В. Л. Вооруженный конфликт на территории Украины. Хронология выполнения Минских договоренностей. Б. м., 2021.